# Vasateatern
Il Vasateatern (Vasa Teatern) o "Vasan" è un teatro privato a Stoccolma, in Svezia. Si trova in via Vasagatan 19–21 nel centro di Stoccolma.

## Storia
Il teatro fu progettato da Fredrik Ekberg (1837- 1898) e inaugurato nel 1886. Fu per molti anni diretto dal regista teatrale e attore Albert Ranft (1858–1938) che all'inizio del XX secolo mise in scena un gran numero di commedie francesi e britanniche. Ha avuto contatti personali con molti dei più famosi drammaturghi europei dell'epoca, incluso George Bernard Shaw e ha fatto tradurre e mettere in scena con successo un gran numero di commedie contemporanee in Svezia. Opere teatrali come L'importanza di chiamarsi Ernesto (Mr Ernst) di Oscar Wilde, You Never Can Tell (Non si può mai sapere) di Shaw e Il maggiore Barbara e Jack Straw di W. Somerset Maugham. I famosi drammaturghi francesi del teatro includevano Georges Feydeau e Georges Berr. Al Vasateatern sono state prodotte anche opere di August Strindberg.
Nel corso degli anni ha prodotto la maggior parte delle farse e delle commedie classiche. Gli storici lavori con produzioni lunghissime dagli anni '50 agli anni '80 comprendono La zia di Carlo, la versione teatrale di Fiore di cactus e Die spanische Fliege (The Spanish Fly), la popolare farsa tedesca del 1914 di Franz Arnold ed Ernst Bach. L'attore svedese Krister Henriksson era il comproprietario e regista teatrale.

## Chiusura
Il teatro chiuse nel 2009 in occasione di una vasta ristrutturazione dell'isolato che fu trasformato nello Scandic Grand Central Hotel. Gran parte dell'interno del teatro fu demolito mentre l'auditorium fu utilizzato come deposito durante la costruzione. Parti degli ex locali del teatro furono occupate dall'attività alberghiera. Il bar del teatro fu integrato con l'hotel e trasformato in bistrot. Dopo che la proprietà fu venduta dall'imprenditore Diligentia alla società di gestione immobiliare norvegese KLP Eiendom.

## Riapertura
La sala del teatro fu salvata e, dopo un'importante ristrutturazione, le operazioni teatrali ripresero nell'autunno del 2016 con lo spettacolo A Magic World di Joe Labero. Il locale ora può ospitare 320 persone nel salone in parquet e 150 nella galleria. Dopo la nuova apertura il teatro è stato ampiamente utilizzato anche come sede per concerti.